# Crucea celtică

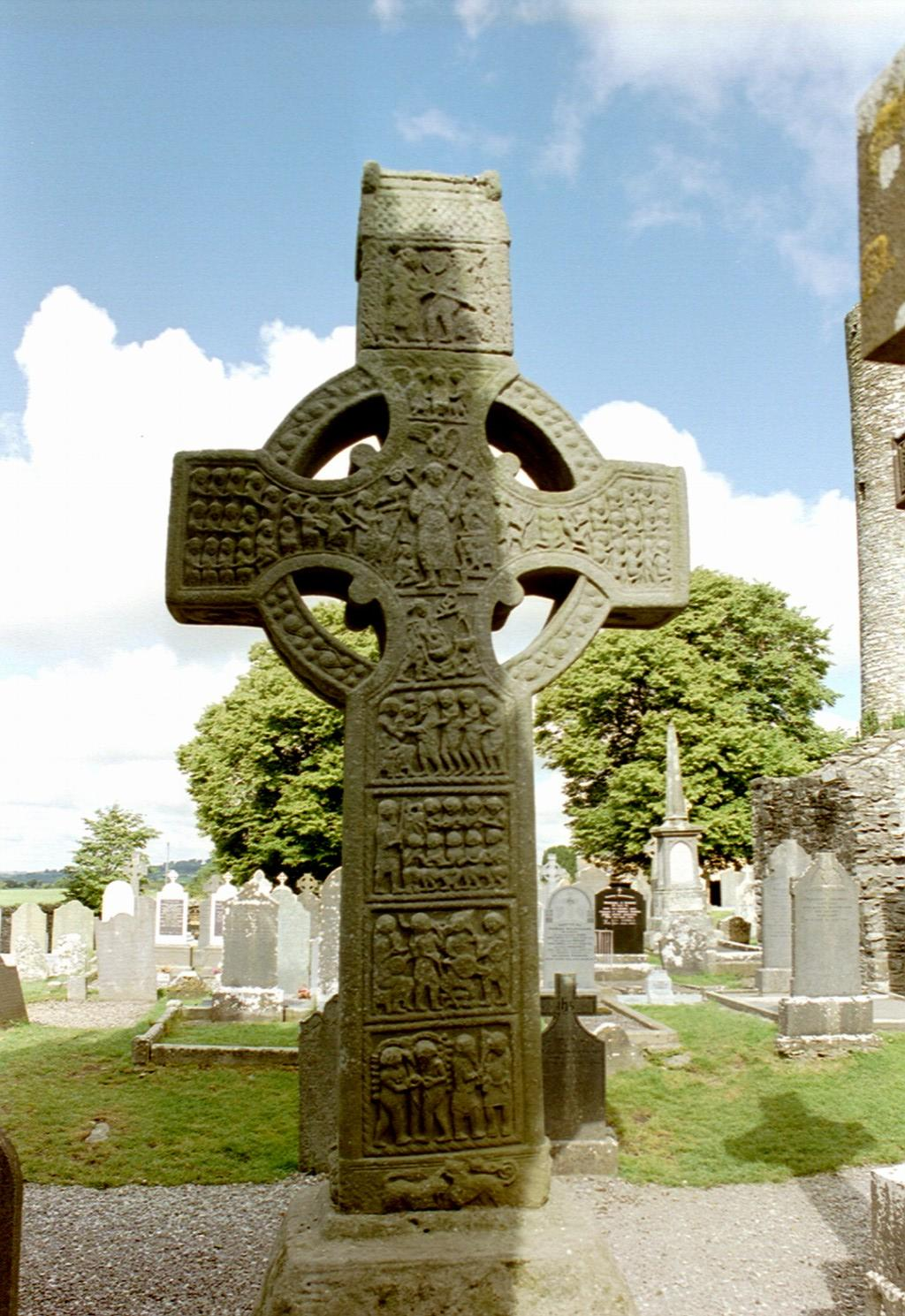
Crucea „Muiredach's High Cross” la Monasterboice, Co Louth, Irlanda, secolul al X-lea.

Crucea celtică mai este cunoscută și sub numele de Crucea lui Odin. Simbol al celților din fosta Irlandă și Scoția, marchează atât creștinismul sfântului Patriciu, cât și străvechea figură mitică a celților – Manannán mac Lir. În mitologia celtică ea simboliza fertilitatea și viața: crucea reprezenta potența masculină, iar cercul - puterea feminină.
Cea mai veche dovadă arheologică a existenței celților este un monument funerar din vestul Germaniei, vechi de peste 3500 de ani. 

Crucea celtică, ca simbol al mișcărilor politice.

Crucea celtică este folosită în mod curent de reprezentanții mișcărilor de extremă dreapta. Inițial a fost promovată de Ku Klux Klan, însă ulterior a fost preluată de National Front în Anglia și de alte mișcări extremiste.